# Lebjažskij rajon
Il Lebjažskij rajon (in russo Лебяжский район?) è un rajon dell'Oblast' di Kirov, nella Russia europea. Istituito nel 1929, il cui capoluogo è Lebjaž'e.